# تاي نينغ
تاي نينغ (بالصينية: 铁凝) (1957، بكين في الصين)؛ كاتِبة، سياسية وشاعرة صينية.